# Hartmut Bölts
Hartmut Bölts (ur. 14 czerwca 1961 w Rodalben) – niemiecki kolarz szosowy reprezentujący RFN, srebrny medalista mistrzostw świata w kategorii amatorów.

## Kariera
Największy sukces w karierze Hartmut Bölts osiągnął w 1987 roku, kiedy zdobył srebrny medal w wyścigu ze startu wspólnego amatorów podczas mistrzostw świata w Villach. W zawodach tych wyprzedził go tylko Francuz Richard Vivien, a trzecie miejsce zajął Duńczyk Alex Pedersen. Był to jednak jedyny medal wywalczony przez Böltsa na międzynarodowej imprezie tej rangi. Ponadto wygrał między innymi luksemburski Flèche du Sud w 1983 roku oraz niemiecki Hessen Rundfahrt w 1985 roku. W 1988 roku wystartował w Tour de France, kończąc rywalizację na 140. pozycji. Kilkakrotnie zdobywał medale mistrzostw kraju, w tym cztery złote: w drużynowej jeździe na czas w latach 1984 i 1986 oraz ze startu wspólnego w latach 1987 i 1988. W 1984 roku wystartował na igrzyskach olimpijskich w Los Angeles, zajmując wspólnie z kolegami z reprezentacji dwunaste miejsce w drużynowej jeździe na czas.